# شيماء هشام سعد
شيماء هشام سعد روائية وكاتبة وصيدلانية مصرية من مواليد محافظة الإسماعيلية، وتخرجت من كلية الصيدلة بجامعة الزقازيق.

## أعمالها ومؤلفاتها
تُصدر للكاتبة شيماء هشام سعد سلسلة روايات بعنوان «عواصف الغبار» وصدر منها حتى الآن عددان هما:
- منازل أبناء الطين
- تغريدة طائر التم

كما صدر للكاتبة مجموعة من الكتب والروايات، وهي:
- السيدة التي حسبت نفسها سوسة: رواية صدرت عام 2020.
- غرفة اسماعيل كافكا: رواية صدرت عام 2022، وقد اختيرت ضمن القائمة القصيرة لجائزة عبد العزيز المنصور عام 2023.
- الحياة السرية لسكان مطبخ نعمة: رواية صدرت عام 2023.
- الأشجار ليست عمياء: رواية صدرت عام 2024.
- العودة إلى الرحم: مجموعة قصصية صدرت عام 2025 عن دار كتوبيا للنشر والتوزيع بالقاهرة.[2]
- النجاة محاولة يومية:

## وصلات خارجية
- صفحة الكاتبة على جود ريدز
- صفحة الكاتبة على موقع أبجد